# 神山村 (山梨県)
神山村（かみやまむら）は山梨県北巨摩郡にあった村。現在の韮崎市神山町各町にあたる。

## 地理
- 山：御所山
- 河川：釜無川

## 歴史
- 1874年（明治7年）9月 - 巨摩郡武田村・北宮地村・鍋山村が合併して神山村となる。
- 1878年（明治11年）7月22日 - 郡区町村編制法の施行により、神山村が北巨摩郡の所属となる。
- 1889年（明治22年）7月1日 - 町村制の施行により、神山村が単独で自治体を形成。
- 1954年（昭和29年）10月10日 - 韮崎町・穂坂村・藤井村・清哲村・大草村・竜岡村・旭村・中田村・穴山村・円野村と合併して韮崎市が発足。同日神山村廃止。

## 名所・旧跡・観光スポット・祭事・催事
- 武田八幡宮
- 白山城 (甲斐国)
- 願成寺
- わに塚の桜

## 著名な出身者
- 大村智 - 微生物有機化学者